# バスケットボールアラブ首長国連邦代表
バスケットボールアラブ首長国連邦代表（UAE national basketball team）は、アラブ首長国連邦バスケットボール連盟により国際大会に派遣されるバスケットボールのナショナルチームである。
アジア選手権は1993年に初出場を果たし8位と健闘する。1997年には自己最高の5位に輝いた。
2007年のアジア選手権で3大会ぶり出場となるも、最下位に終わった。

## 主な国際大会成績
- アジア選手権
  - 5位：1回（1997）